# Одиссея капитана Блада (фильм, 1991)
«Одиссея капитана Блада» — двухсерийный приключенческий советско-французский художественный фильм, экранизация одноимённого романа английского писателя итальянского происхождения Рафаэля Сабатини о капитане Питере Бладе.
Премьера на российском телевидении состоялась 3 и 4 января 1997 года на ОРТ.

## Сюжет
В 1685 году английский врач по имени Питер Блад, случайно оказавшийся среди бунтовщиков-протестантов, был после суда в ходе Кровавых ассизов судьей Джеффрисом сослан на остров Барбадос. Его, как и других осуждённых, доставили на Барбадос, в Бриджтаун, где Питер Блад был продан в рабство полковнику Бишопу за 10 фунтов стерлингов. Питер познакомился с мисс Арабеллой Бишоп, очаровательной племянницей полковника Бишопа, и влюбился в неё. В 1686 году ему с двадцатью товарищами удаётся захватить испанский сорокапушечный фрегат «Синко Льягас», которому сразу же было присвоено новое название — «Арабелла», и добраться на нём до пиратского прибежища — острова Тортуга. Волею обстоятельств капитан Блад и его матросы вынуждены заняться пиратством. На Тортуге к его кораблю проявляет интерес пират Левасёр и предлагает Бладу совместную экспедицию. Блад поначалу соглашается, но вскоре Левасёр организует похищение дочери губернатора Тортуги. Блад вызволяет её и ранит Левасёра, за что тот проникается к Бладу ненавистью и сообщает полковнику Бишопу дальнейшие планы ирландца — десантная экспедиция на золотые прииски на побережье Перу. Благодаря блестящей операции, придуманной Бладом, он уходит из расставленных полковником сетей и увозит золото. Он также спасает Арабеллу Бишоп и лорда Джулиана Уэйда, которых захватил Левасёр в качестве заложников. Однако, вместо благодарности, Арабелла назвала его «вором и пиратом». Это привело Питера в отчаяние, а угроза быть потопленными ямайской эскадрой вынудила Блада принять офицерский патент, который привёз лорд Джулиан, желавший таким образом исполнить свою миссию и очистить Карибское море от пиратов, подобных Питеру Бладу. Примерно через месяц капитан Блад вырывается из ямайского плена и уводит корабль в море. Он в отчаянии из-за того, что потерял Арабеллу, но выясняется, что она тоже бежала и при помощи команды пробралась на корабль, чтобы остаться с Бладом.

## В ролях
- Ив Ламбрешт — Питер Блад, бакалавр медицины, бывший военно-морской офицер, капитан фрегата «Арабелла»
- Валери Жанне[фр.] — Арабелла Бишоп, племянница полковника Вильяма Бишопа, возлюбленная Питера Блада
- Леонид Ярмольник — Оливье Левасёр, французский пират, капитан капера «Ла Фудр»
- Александр Пашутин — Вильям Бишоп, полковник барбадосской милиции
- Альберт Филозов — Эндрю Бэйнс, владелец усадьбы
- Миндаугас Цапас[лит.] — Джереми Питт, штурман фрегата «Арабелла»
- Павел Ремезов — Эдвард Волверстон, одноглазый офицер фрегата «Арабелла»
- Расми Джабраилов — Недвард Огл, главный канонир фрегата «Арабелла»
- Георгий Дворников — Николас Дрейк, офицер фрегата «Арабелла»
- Виктор Демерташ — Поль Каузак, помощник Оливье Лавасёра
- Андрей Дубовский — Джулиан Уэйд, лорд, посланник министра иностранных дел в Карибском море
- Корали Заонеро[фр.] — Мадлен д’Ожерон, дочь губернатора Тортуги
- Фредерик Констан — Анри д’Ожерон, сын губернатора Тортуги
- Анатолий Иванов — Бертран д’Ожерон, губернатор Тортуги
- Николай Гудзь[укр.] — майор Вуд, помощник Вильяма Бишопа
- Андрей Юренев — лорд Гилдой, участник восстания
- Герман Качин — капитан Гобарт, свидетель в суде
- Елена Хромова — тётя Питера Блада
- Юрий Шаршов — эпизод
- Джереми Систо — эпизод
- Людмила Лобза — эпизод
- Игорь Слободской — эпизод

— Ваши первые впечатления от советской съёмочной группы?
— Думаю, Андрей Праченко — талантливый молодой режиссёр, интеллигентный, умный, работать с таким — всегда радость для актёра.— французская актриса Валери Жанне, из интервью журналу «Советский экран», 1990 год

## Критика
В СССР и во Франции критика по-разному отнеслась к фильму. Если пресса СССР отзывалась о фильме положительно:

«Одиссея капитана Блада» — фильм о любви, дружбе, чувстве долга и чести — не слишком типичен сегодня для нашего кино, идёт волна «чернухи», эротики.— журнал «Советский экран», 1990 год

Сценарист Екатерина Курчанина и режиссёр Андрей Парченко предложили свою собственную версию истории, полную неожиданно захватывающими поворотами.
Оригинальный текст (англ.)Script-writer Natalia Kurchanina and director Andrei Prachenko offered their own version of the story, full of unexpectedly breathtaking twists and turns.
— журнал «Soviet Film», 1990
То во Франции, где фильм транслировался в марте 1992 года каналом «France 3» под названием «L’odyssée du capitaine Blood», фильм был назван неудачным, а игра актёров слабой:

Богатый бюджет, сильные технические средства, шесть месяцев съёмок в Москве, Ялте и на Кубе, реконструкция двух кораблей в натуральную величину и пять макетов… Наконец, французские и советские актёры, снимавшиеся на собственном языке, потому что компания родила два продукта разного предназначения: 140-минутный кинофильм для русских и телефильм в двух частях по 80 минут для Франции.
Тем не менее, результат далёк от того, чтобы оправдать амбиции, и эта «Одиссея капитана Блада» имеет все шансы погрузиться в телевизионное забвение. Как же вышло, что многообещающая суперпродукция оказалась такой неудачной? Помимо катастрофической интерпретации, можно предположить, что искусственный франко-русский майонез свернулся… во время съёмок. Потому что, что бы ни говорили ответственные лица, сосуществование на одной сцене актёров, которые не понимают друг друга, не является залогом успеха. Быть может, что, работая под руководством советского режиссёра (Андрея Праченко) и участвуя в экранизации на русский манер, французские актёры потеряли часть своих выразительных средств?
Оригинальный текст (фр.)Un budget cossu, de solides moyens techniques, six mois de tournage à Moscou, Yalta et Cuba, la reconstitution de deux navires grandeur nature et de cinq maquettes plus petites… Enfin, des comédiens français et soviétiques, tournant dans leur propre langue vu que l'entreprise a accouché de deux produits à usages différents: un film cinéma de 140 minutes pour les Russes et un téléfilm en deux parties de 80 minutes pour la France 

Cependant, le résultat est loin d'être à la hauteur des ambitions et cette «odyssée du capitaine Blood» a toutes les chances de sombrer, corps et biens, dans l'oubli télévisuel. D'où vient qu'une superproduction pleine de promesses sur le papier boive la tasse? Outre l'interprétation désastreuse déjà évoquée, on peut supposer que l'artificielle mayonnaise franco-russe ait tourné... pendant le tournage. Car, quoi que peuvent en dire les responsables, faire coexister sur un même plateau des comédiens qui ne se comprennent pas n'est pas un gage de réussite. Dirigés par un réalisateur soviétique (Andreï Prachenko) et fonctionnant sur une adaptation à la russe, les acteurs français ont-ils perdu certains de leurs moyens?
— бельгийская газета «Le Soir», 1992 год

## Съёмки и удалённые сцены
Съёмки фильма проходили в Крыму, декорации были выстроены у Симеиза, под горой Демерджи и в бухте детского лагеря «Артек». Технической и трюковой постановкой руководил старейшина каскадёров Ялтинской киностудии Валерий Павлотос. Корабли для съёмок — это часть её собственного бутафорского флота: парусник «Восток», и парусник «Запад». Перестройка судов велась в 1990 на Керченском судоремонтом заводе.
В отличие от оригинальной, французской версии, из русской были удалены следующие сцены и кадры:
- Момент появления дочери Бейнса в его доме несколько укорочен;
- Полная версия судебного заседания. В советском варианте оставлено только оглашение приговора;
- Подготовка побега, сцена в хижине каторжников;
- Наблюдение каторжников за боем испанцев с гарнизоном Бриджтауна;
- Питер собирает оружие для своей команды;
- Блад представляется своим именем, при ночном визите в дом Бишопов, вместе со спасённой от испанца девушкой;
- Корсары Левасера встречают Блада на палубе «Ла Фудра»;
- Отплытие лодки от «Арабеллы»;
- Диалоги с женщинами за столом на уличной веранде тортугской таверны;
- Эпизод на корабле Блада, сразу же, после схватки с Левасером: Блад беседует с мадемуазель Д’Ожерон, в присутствии её брата;
- Вступительная реплика губернатора Бишопа с Левасером в форте;
- Арабелла Бишоп на корабле английского посла и её диалог с ним, по пути к полковнику Бишопу и капитану Бладу.

## Примечание
При выпуске фильма на DVD (компания «Твистер-видео») и при показе на российском телевидении использовалась укороченная версия (без назначения капитана Блада на пост губернатора).